# Виа делла Кончилиационе
Виа делла Кончилиационе (итал. Via della Conciliazione — Улица Примирения) — одна из важных улиц Рима. Расположена в районе Борго.

## Краткие сведения
Длина улицы составляет около 500 м. Улица пролегает от площади Святого Петра до набережной западного берега Тибрa, выходя на неё между мостом Викторa Эммануилa II и мостом замка Святого Ангела. Улица была спроектирована 1936 году, после заключения Латеранского договора (Patti Lateranensi) — официального примирения между Королевством Италия и Святым Престолом от 11 февраля 1929 года. Отсюда название. Бенито Муссолини приказал снести так называемую Спину ди Борго (итал. Spina di Borgo — «Городской хребет, позвоночник»), ряд домов вдоль Виа Алессандрина, включая церковь Сан-Джакомо-а-Скоссакавалли, и проложить новую, прямую и широкую «Улицу примирения», открывающую вид на площадь Святого Петра. Но построена она была только к Юбилейному году католической церкви в 1950 году.
На улице расположено множество туристических магазинов, а также ряд значимых исторических и религиозных сооружений — Палаццо Торлония, Палаццо Пенитенциери, Палаццо деи Конвертенди, церкви Санта-Мария-ин-Траспонтина и Санто-Спирито-ин-Сассия. До улицы можно добраться от станции метро Оттавиано — Сан-Пьетро — Музеи-Ватикани Линии A Римского метро.